# 1189
Година 1189. (MCLXXXIX) почела је у недељу.

## Догађаји

### Јануар
- 21. јануар — Француски краљ Филип II Август и енглески Хенри II Плантагенет почињу да окупљају трупе како би водили Трећи крсташки рат.

### Мај
- 7. мај — Хамбург је наводно примио дозволу за луку од Фриедриха Барбаросе. То се касније испоставило као лажњак. Ипак, то се сматра званичним датумом оснивања луке Хамбург и слави се сваке године као рођендан у луке.
- 11. мај — Одласком војске Фриедриха Барбаросе из Регенсбурга почиње трећи крсташки рат. У Цариграду, византијски цар Исак II одбио је да транспортује војску Фридриха Барбароса преко Босфора. На тај начин се транспорт намеће византијским градовима Адрианополису и Пелополису. Прелаз се коначно одвијао од Галипоља преко Хелеспонта.

### Јул
- 6. јул — Умро је Хенри II Плантагенет од Енглеске после окончаног рата против Филипа II Августа француског и Ричарда. Прихватио је њихове услове: платио је Филипу 20.000 марака и признао је Ричарда као наследника енглеског престола. Хенри је сломљеног срца схватио да је његов други наследник, Џон, такође био у савезу против њега у рату.
- 27. јул — Велики жупан Стефан Немања угостио је у Нишу немачког цара Фридриха I Барбаросу на његовом пропутовању кроз Србију у Трећем крсташком рату, и понудио му савез против Византије.

- 6. јул — Умро је Хенри II Плантагенет, енглески краљ, раније војвода од Аквитаније.
- 27. јул — Велики жупан Стефан Немања угостио је у Нишу немачког цара Фридриха I Барбаросу на његовом пропутовању кроз Србију у Трећем крсташком рату, и понудио му савез против Византије.

### Август
- 27. август — Почела је Опсада Акре.
- 28. август — Краљ Ги Лизињан из Јерусалима започиње поновно освајање свог краљевства Опсадом Акре.
- 29. август — Бан Кулин пише Кулинову повељу.

### Септембар
- 3. септембар — Крунисан је Ричард Лавље Срце. Одмах почиње да продаје дворце, лордство, привилегије и градове како би финансирао свој дуго очекивани крсташки рат против Саладина. Он држи поред енглеске краљевске династије још и титулу грофа Мајне, војводе од Нормандије и грофа Анжујског.
- 7. септембар — У поход у Трећи крсташки рат, крећу и Енглези под вођством Ричарда Лављег Срца.

### Октобар
- 4. октобар — Битка за Акру завршава се губицима између Саладина и крсташа у Акри. Вест о инвазији Фридриха Барбаросе подиже морал у крсташкој војсци, али и доводи до тога да Саладин ојача своје снаге, тако да је он у стању да огради снаге у Акри опседајуће хришћане у други опсадни прстен.
- 31. октобар — Муслиманске галије пробијају хришћанску морнаричку блокаду и снабдевају опседнути град Акру храном.

### Децембар
- 26. децембар — Аиубидска флота осваја приступ луци Акра.

### Непознати датуми
- Википедија:Непознат датум — Тврђава крсташа Крак де Монтреал заробљена је од стране Саладина.
- Википедија:Непознат датум — Санчо I од Португалије осваја град Силвес Алмохада и након тога се први пут назива и краљем Алгарвеа.
- Википедија:Непознат датум — Констанца, краљица Сицилије, супруга цара Хајнриха VI, насљеђује Норманско краљевство на Сицилији и јужној Италији.
- Википедија:Непознат датум — Канонизован је бискуп Отон из Бамберга.
- Википедија:Непознат датум — Леон Теокит постао је цариградски патријарх.
- Википедија:Непознат датум — Жупан Страцимир, брат Стефана Немање подиже Цркву Вазнесења Господњег у Чачку, познат и као манастир Богородица Градачка.

## Смрти
- 6. јул — Хенри II, енглески краљ (*1133)